# Ivan Petkov Kolev
Ivan Petkov Kolev (en búlgaro: Иван Петков Колев; Plovdiv, Bulgaria, 1 de noviembre de 1930-Sofía, Bulgaria, 1 de julio de 2005) fue un futbolista búlgaro que jugaba como delantero.

## Selección nacional
Fue internacional con la selección de fútbol de Bulgaria en 75 ocasiones y convirtió 25 goles.

### Participaciones en Copas del Mundo
| Mundial                        | Sede       | Resultado      | Partidos | Goles |
| ------------------------------ | ---------- | -------------- | -------- | ----- |
| Copa Mundial de Fútbol de 1962 | Chile      | Fase de grupos | 3        | 0     |
| Copa Mundial de Fútbol de 1966 | Inglaterra | Fase de grupos | 2        | 0     |

### Participaciones en Juegos Olímpicos
| Olimpiada                          | Sede      | Resultado        | Partidos | Goles |
| ---------------------------------- | --------- | ---------------- | -------- | ----- |
| Juegos Olímpicos de Helsinki 1952  | Finlandia | Ronda preliminar | 1        | 1     |
| Juegos Olímpicos de Melbourne 1956 | Australia | Tercer lugar     | 3        | 3     |
| Juegos Olímpicos de Roma 1960      | Italia    | Fase de grupos   | 1        | 0     |

## Clubes
| Club       | País     | Año       |
| ---------- | -------- | --------- |
| CDNA Sofia | Bulgaria | 1950-1967 |
| Sliven     | Bulgaria | 1967-1968 |

## Palmarés

### Campeonatos nacionales
| Título                      | Club       | País     | Año  |
| --------------------------- | ---------- | -------- | ---- |
| Liga A de Bulgaria          | CDNA Sofia | Bulgaria | 1951 |
| Copa del Ejército Soviético | CDNA Sofia | Bulgaria | 1951 |
| Liga A de Bulgaria          | CDNA Sofia | Bulgaria | 1952 |
| Liga A de Bulgaria          | CDNA Sofia | Bulgaria | 1954 |
| Copa del Ejército Soviético | CDNA Sofia | Bulgaria | 1954 |
| Liga A de Bulgaria          | CDNA Sofia | Bulgaria | 1955 |
| Copa del Ejército Soviético | CDNA Sofia | Bulgaria | 1955 |
| Liga A de Bulgaria          | CDNA Sofia | Bulgaria | 1956 |
| Liga A de Bulgaria          | CDNA Sofia | Bulgaria | 1957 |
| Liga A de Bulgaria          | CDNA Sofia | Bulgaria | 1958 |
| Liga A de Bulgaria          | CDNA Sofia | Bulgaria | 1959 |
| Liga A de Bulgaria          | CDNA Sofia | Bulgaria | 1960 |
| Liga A de Bulgaria          | CDNA Sofia | Bulgaria | 1961 |
| Copa del Ejército Soviético | CDNA Sofia | Bulgaria | 1961 |
| Liga A de Bulgaria          | CDNA Sofia | Bulgaria | 1962 |
| Copa del Ejército Soviético | CDNA Sofia | Bulgaria | 1965 |
| Liga A de Bulgaria          | CDNA Sofia | Bulgaria | 1966 |

### Distinciones individuales
| Distinción                     | Año  |
| ------------------------------ | ---- |
| Futbolista del año en Bulgaria | 1956 |
| Futbolista del año en Bulgaria | 1962 |